# Бельзен, Яков Яковлевич
Яков Яковлевич Бельзен (Екабс Белзенс, латыш. Jēkabs Belzēns; 18 сентября 1870, Паткино, Владимирская губерния — 29 сентября 1937, Нью-Йорк, Нью-Йорк) — русский и латвийский художник.

## Биография
Родился 18 сентября 1870 года в селе Паткино (ныне — в Александровском районе Владимирской области) в лютеранской семье. Учился в гимназии при реформатской церкви. В 1888—1890 годы учился на юридическом факультете Санкт-Петербургского университета.
В 1890 поступил в Императорскую академию художеств, где учился у К. Б. Венига и В. П. Верещагина. Получил две малые медали (1892) и две большие (1893) серебряные медали за рисунок и этюда с натуры. В 1894 окончил курс со званием классного художника 3-й степени за картину «Призраки».
В 1895—1902 годы преподавал в общерисовальном классе Рисовальной школы ОПХ. Рисовал для сатирического журнала «Шут».
Некоторое время работал учителем рисования в разных образовательных учреждениях Петербурга. С 1905 по 1917 год — педагог по рисунку и живописи Центрального училища технического рисования барона А. Л. Штиглица в Санкт-Петербурге.
Принимал участие в выставках, организованных объединениями русских и латышских художников (Рига, 1910; Петербург, 1915; Москва, 1916). В 1919 году эмигрировал в Германию. Работал в книжном издательстве А. Девриена, был карикатуристом в эмигрантских изданиях левого толка.
В 1937 году выехал в США, где и умер.

## Творчество
В работах Е. Белзена последовательно отразились ведущие, на тот момент времени, направления — импрессионизм, постимпрессионизм и стиль модерн. Предпочтение отдавал пейзажу и портрету, слыл хорошим колористом.
Наиболее известные работы: «Портрет девочки» (1910), «Портрет женщины» (1916), «Юрмала» (?).